# Can Rovira (Alella)
Can Rovira – Can Monnar és un conjunt amb elements eclèctics d'Alella (Maresme) protegit com a Bé Cultural d'Interès Local. Té elements neoclàssics.

## Descripció
Edifici civil. De planta completament rectangular, es troba format per una planta baixa i dos pisos. Destaquen fonamentalment les balustrades de les finestres i el balcó del primer pis. La cornisa suportada per carteles o mènsules i el frontó semioval que corona dues de les façanes de l'edifici. Resulta també interessant destacar l'entrada al recinte del conjunt arquitectònic, en forma de portal d'arc carpanell, amb un petit entaulament superior coronat per una hídria, i la balustrada del jardí del davant.

## Història
Les primeres notícies de la propietat ens remeten a l'any 1474 quan Jaume Monnar adquireix l'antic Mas Fornells, que segons sembla estenia les seves terres des de la riera de la Coma Clara d'Alella fins al municipi veí de Teià, passant per la vall de Rials. Aleshores can Monnar era una modesta edificació de planta baixa; una edificació llarga i estreta, disposada transversalment al pendent, de crugia única i coberta a una vessant, amb dues estances separades; una per a les persones i una de contigua per l'animal, a tocar de corrals i galliners. La vella masia, assentada en un replà de la muntanya, es va construir al peu del camí “segur” que connectava les finques veïnes, a distància prudent de la “perillosa riera”.
L'any 1850 Josep Rovira i Morera adquireix la finca i conjuntament amb el seu fill Josep Rovira Borrell emprenen la reconversió del vell mas Monnar en una nova vil·la rural senyorial, tant del gust dels industrials barcelonins de finals del XIX. La transformació serà total. I així neix can Rovira. La primera actuació, construir un gran mur de pedra amb contraforts, coronat per una esplèndida balustrada, que contindrà les terres i generarà una gran esplanada davant la vella masia. Damunt aquesta plataforma, aixecaran la nova residència adossada puntualment a l'antic mas Monnar, que a partir d'aquest moment passarà a ser la masoveria de la finca. Al mateix fer, es construeix un nou celler amb una esplèndida volta catalana de maó de pla, per a l'elaboració dels vins Rovira Borrell que obtindran la medalla d'or a l'Exposició Universal de Barcelona de 1888.
Can Rovira es projectarà i construirà com un gran volum cúbic de tres crugies i tres plantes, segons un model molt apreciat a l'època, inspirat, en les vil·les rurals de la Mediterrània. D'elegant i austera factura neoclàssica, esdevindrà la casa “senyorial” que mai va tenir la finca. Les acurades proporcions, l'ordre geomètric, el rigor compositiu i especialment el frontó circular que remata les façanes per damunt de la gran cornisa amb mènsules, defineixen l'aspecte característic de la finca.
Per tal “d'ennoblir” la vella masoveria s'hi afegiran dos pisos, el darrer parcialment porxat i encapçalat per tres arcs de mig punt que sintonitzen amb el llenguatge neoclàssic de la nova edificació senyorial. Resulta força interessant el recinte tancat que formen la “nova” can Rovira, el vell mas Monnar i les edificacions annexes; i es destacable l'entrada en forma de portal amb un arc de carpanell rematat per un petit entaulament i coronat per una hídria. Al centre del pati, presideixen una gran acàcia i el pou amb un enigmàtic escut de pedra tallada amb la creu templera.
El juny del 2020 les edificacions es troben en bon estat de conservació, gràcies a les actuacions impulsades l'any 2009 per Carine Vilaclara, segons consta en la llicència d'obres atorgada per l'Ajuntament d'Alella. L'antiga masoveria ha sigut completament rehabilitada i la casa principal restaurada conservant tota l'autenticitat de l'època de construcció. Avui podem contemplar la gran entrada amb una volta d'arc de carpanell, l'escala que comunica els tres pisos, el celler de volta catalana, o les estances de la planta principal, i sentir l'esperit que va inspirar la construcció d'aquesta senyorial vil·la rural catalana.